# Phoebe Buffay
Phoebe Buffay (16 februari 1966) is een personage uit de televisieserie Friends. Haar rol wordt vertolkt door Lisa Kudrow. Kudrow speelt in de serie zowel Phoebe, als haar tweelingzus Ursula. Kudrow kreeg hiervoor een Emmy Award en een Golden Globe-nominatie.

## Familie
Phoebe Buffay speelt al mee vanaf de eerste aflevering. Ze speelt gitaar en treedt weleens op in het koffiehuis Central Perk. Phoebe heeft geen ouders meer en moet voor zichzelf zorgen. Haar moeder pleegde zelfmoord toen ze dertien was, haar vader verliet het gezin toen ze nog jonger was en haar stiefvader zit in de gevangenis. Toch is ze benieuwd naar haar echte vader en in seizoen 2 gaat ze op zoek naar hem. In serie 3 ontmoet ze een vriendin van haar ouders, ook Phoebe genaamd. Even later komt ze erachter dat deze vriendin haar biologische moeder is. Phoebe heeft een tweelingzus, Ursula, die serveerster is (ze wordt door Phoebe omschreven als "een carrièretype"). Ursula is in tegenstelling tot haar tweelingzus een keiharde egoïste met wie Phoebe liever geen contact heeft als het niet per se hoeft. Ursula heeft Phoebes geboorteakte verkocht aan een Zweeds kind dat van huis was weggelopen. Hierdoor blijkt Phoebe na verloop van tijd een jaar ouder te zijn dan ze dacht.
Ze heeft een drieling gebaard voor haar halfbroer Frank jr. (Giovanni Ribisi), voor wie ze draagmoeder was. De kinderen heten Leslie, Chandler (een meisje) en Frank jr. jr. (liever niet aan te duiden als Frank III).

## Verleden
Phoebe heeft een tijdje op straat geleefd. Haar mysterieuze verleden is onderwerp van verschillende grappen. Zo zou ze een politieman hebben neergestoken (maar hij stak mij eerst!), en woonde ze op haar zestiende in een doos. Ze is bekend bij de politie en mag het land niet verlaten. Verder heeft ze Ross beroofd toen hij 14 was, niet wetend dat ze later zulke goede vrienden zouden worden. Phoebe beweert ooit in Praag gewoond te hebben.

## Carrière
Phoebes hoofdbaan is masseuse. Geregeld wordt ze ontslagen (bijvoorbeeld voor intimiteiten met een klant) of wordt haar vergunning ingetrokken. Ze heeft dan ook allerlei andere baantjes gehad: onder andere catering-hulp van Monica, ook was ze een keer Chandlers assistente, muzikante op een kinderverblijf, gitaardocente (ze heeft twee klanten gehad: zichzelf, en daar was ze heel tevreden over, en Joey), kerst-collectante en messenverkoopster. Ze heeft ooit een massageklant gehad die haar zei dat ze bij Merrill Lynch effectenhandelaar moest worden, maar dat heeft ze niet gedaan. (Toentertijd dacht ze nog dat alles wat rijmde goed was; hierin lag de reden dat ze het niet deed.)

## Huisvesting
Phoebe heeft met verschillende mensen samengewoond:
- Bij Monica. Stiekem vertrokken omdat Monica te neurotisch voor haar was.
- Bij haar oma, totdat die overleed. Hieraan heeft ze overigens ook een taxi overhouden.
- Met Rachel, nadat Rachel uit huis moest bij Monica omdat laatstgenoemde met Chandler ging samenwonen.
- Afwisselend bij Joey en Monica, nadat het huis van Rachel en Phoebe was afgebrand.
- Ook heeft ze een nacht samengewoond met een politieman, maar die schoot de eerste ochtend een zingende vogel dood.
- Uiteindelijk woont ze samen met Mike (Paul Rudd). Als ze erachter komt dat hij niet wil trouwen gaat het weer niet door. Nadat alles weer goed komt en ze trouwen komt hij weer bij haar wonen.

## Innerlijk
Phoebes ideeën liggen op het alternatief-linkse vlak. Ze is dierenbeschermster en vegetariër en is tegen bont. Verder voorspelt ze dat "de revolutie" zal komen, en hekelt grote bedrijven en "corporate greed". Phoebe valt op door haar enigszins kinderlijke gedrag. Ze heeft een speciale band met Joey, wellicht omdat hij net als zij geen opleiding heeft gevolgd. Ondanks dit spreekt zij vloeiend Frans en Italiaans. Ook is ze door haar harde jeugd zowel geestelijk, maar ook vooral lichamelijk zeer sterk.

## Relaties
In het begin van de serie had ze een relatie met de wetenschapper David (Hank Azaria), maar omdat hij voor zijn werk naar Minsk verhuisde, liep de relatie stuk. Door alle tien de series door heeft ze nog meer relaties, al lopen ze allemaal stuk. Phoebe vraagt na verloop van tijd aan Joey of hij niet positronic destilation of subatomic particles kan bereiken, zodat David terug kan komen. In seizoen 10 trouwt Phoebe met Mike Hannigan, gespeeld door acteur Paul Rudd. Tijdens de registratie van de bruiloft bij de gemeente laat ze haar naam veranderen in Prinses Consuela Bananahammock, maar haar aanstaande man laat haar dit weer veranderen in Phoebe. Tijdens de aflevering in Las Vegas zegt Phoebe dat trouwen in Vegas niet 'echt' trouwen is. Wanneer Monica haar erop wijst dat een huwelijk in Las Vegas wel degelijk overal erkend is, reageert Phoebe geschokt en wordt geïmpliceerd dat zij ook eens in Vegas getrouwd is.
Ze heeft met veel van de andere Friends gezoend:
- Joey: verschillende keren. Een keer toen Joey dacht dat ze haar zus Ursula was, een keer toen Joey enkele van haar wensen in vervulling liet gaan (de perfecte kus en een Portugees ontmoeten, wat Joey voor 1/16e is. En toen Joey met een man moest zoenen wilde hij het graag bij een van de meiden van de groep uitproberen. Rachel en Monica wilden dit niet, maar Phoebe had er geen probleem mee.
- Ross: toen hij ging scheiden van Carol. Ze werden op tijd in een bar gezien door de andere Friends om meer te doen.
- Rachel: een schoolvriendin van Rachel vertelde over haar beste kus ooit met Rachel, Phoebe wilde voelen waar al het gedoe om te doen was.
- Chandler: toen Chandler zijn relatie met Monica probeerde te verbloemen en hij toch werd betrapt, moest hij ook wel met de andere vrouwen, Rachel en Phoebe, zoenen.

Bedenkers: Marta Kauffman · David Crane 

Friends: Rachel Green (Jennifer Aniston) · Monica Geller (Courteney Cox) · Ross Geller (David Schwimmer) · Phoebe Buffay (Lisa Kudrow) · Chandler Bing (Matthew Perry) · Joey Tribbiani (Matt LeBlanc)

Nevenpersonages: Gunther (James Michael Tyler) · Janice Litman-Goralnick (Maggie Wheeler) · Mike Hannigan (Paul Rudd) · Ben Geller (Cole Sprouse) · Jack Geller (Elliott Gould) · Judy Geller (Christina Pickles)

Titelsong: The Rembrandts - I'll Be There for You 

Spin-off: Joey (afleveringen)

Overig: Central Perk · gastrollen · afleveringen